# Luguba sessilis
Luguba sessilis är en mossdjursart som beskrevs av Gordon 1984. Luguba sessilis ingår i släktet Luguba och familjen Bugulidae. Inga underarter finns listade i Catalogue of Life.